# Chlorophyllum
Chlorophyllum là một chi nấm trong họ Agaricaceae.

## Hình ảnh

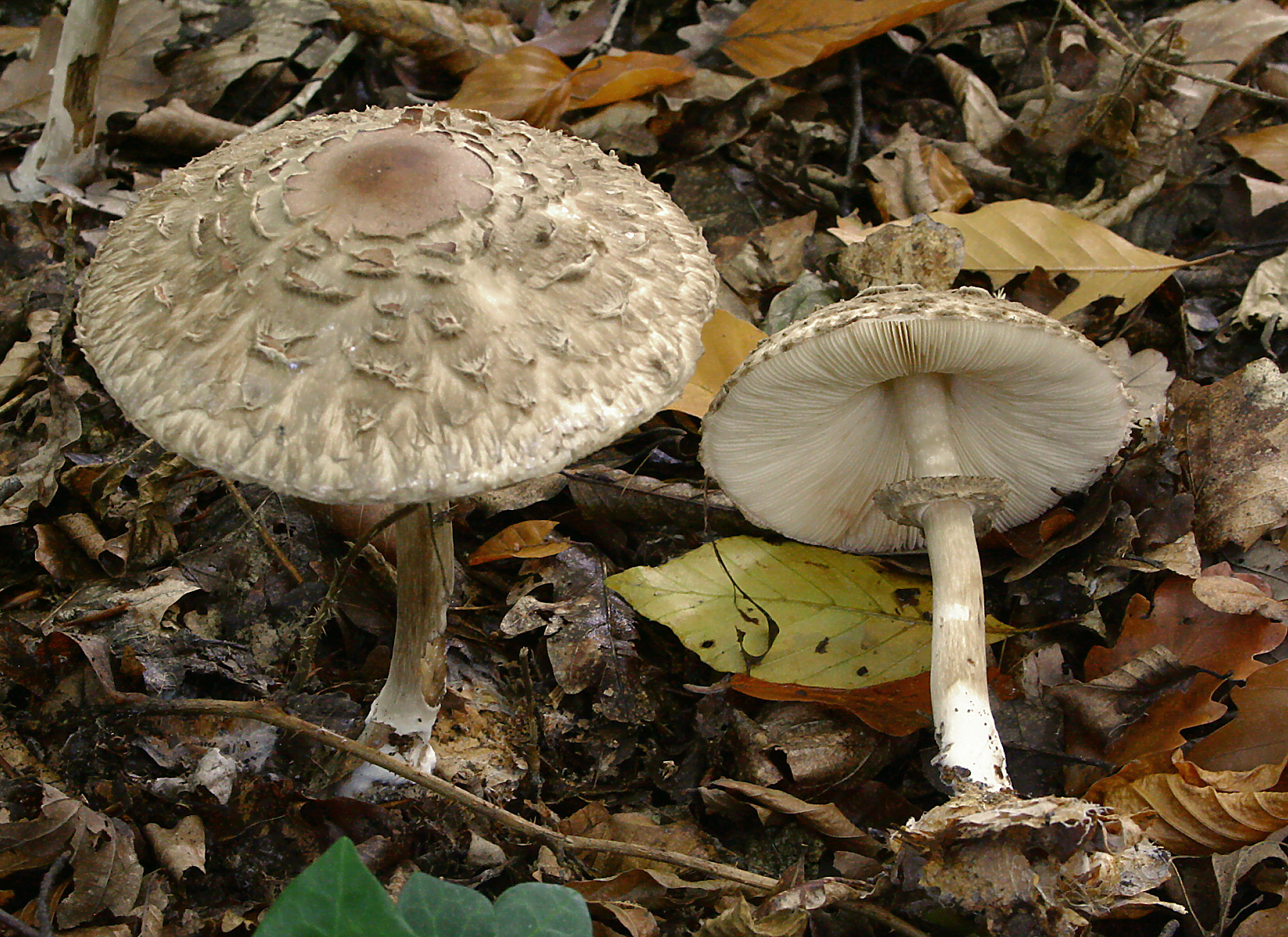
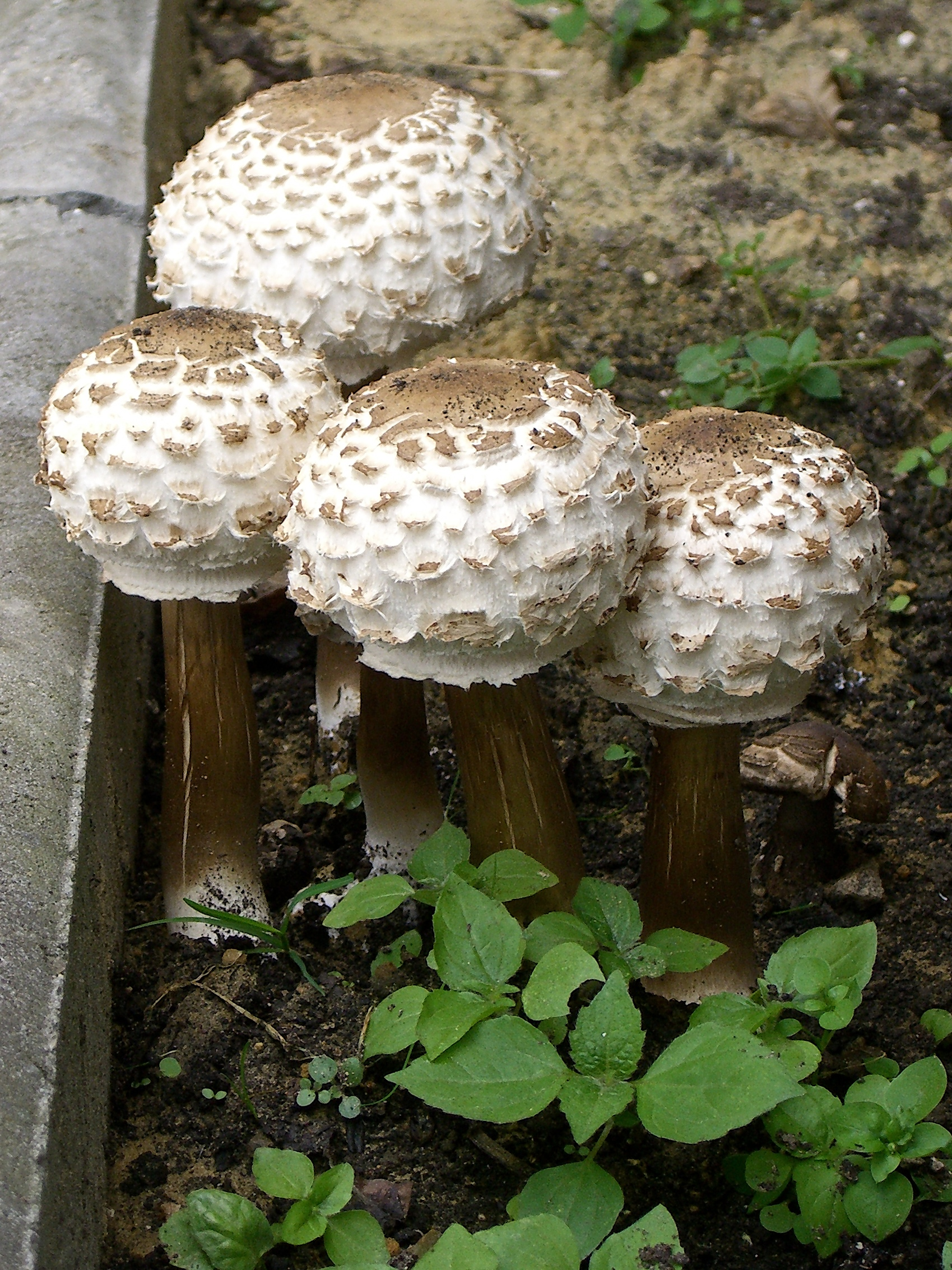
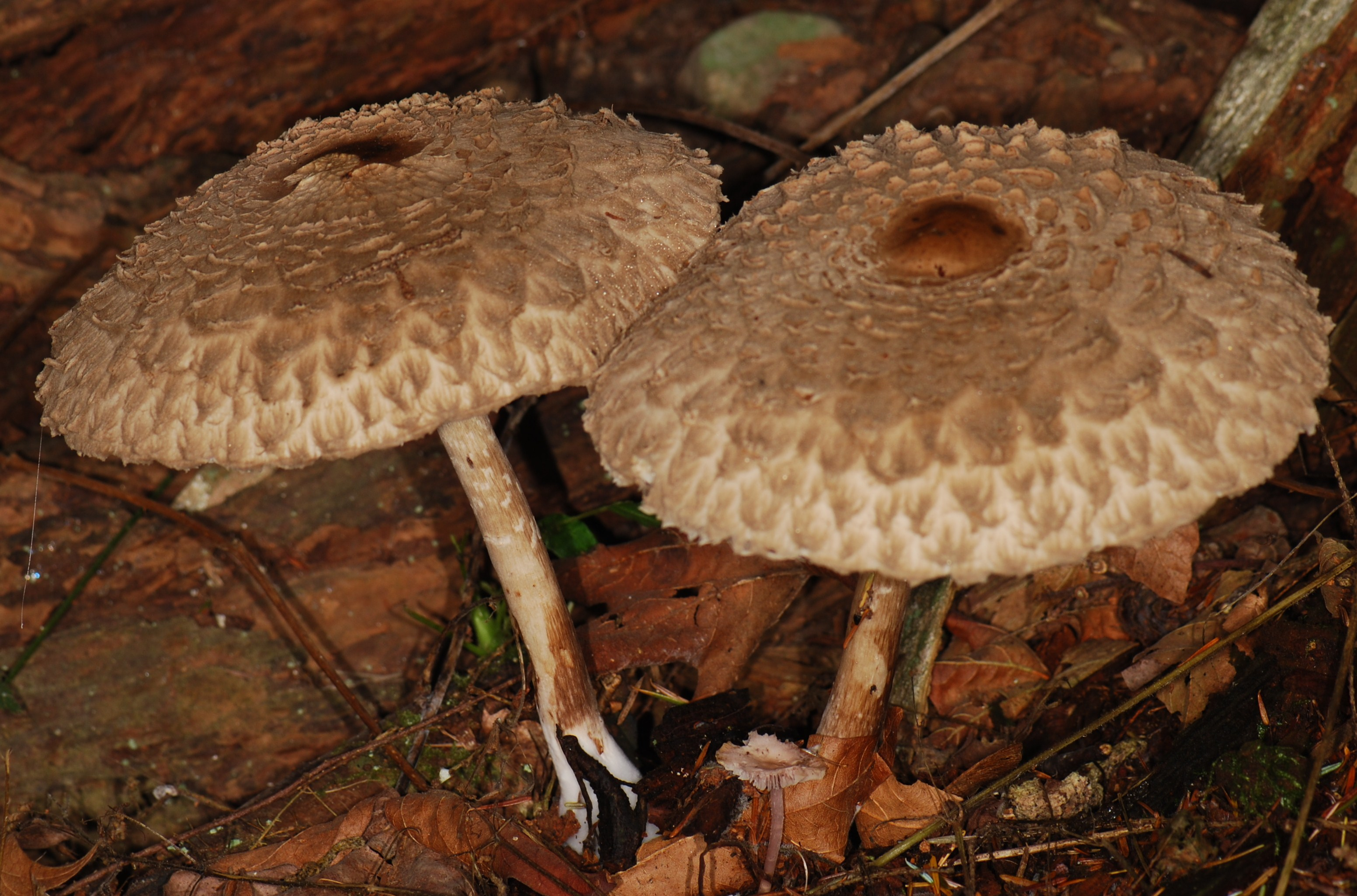
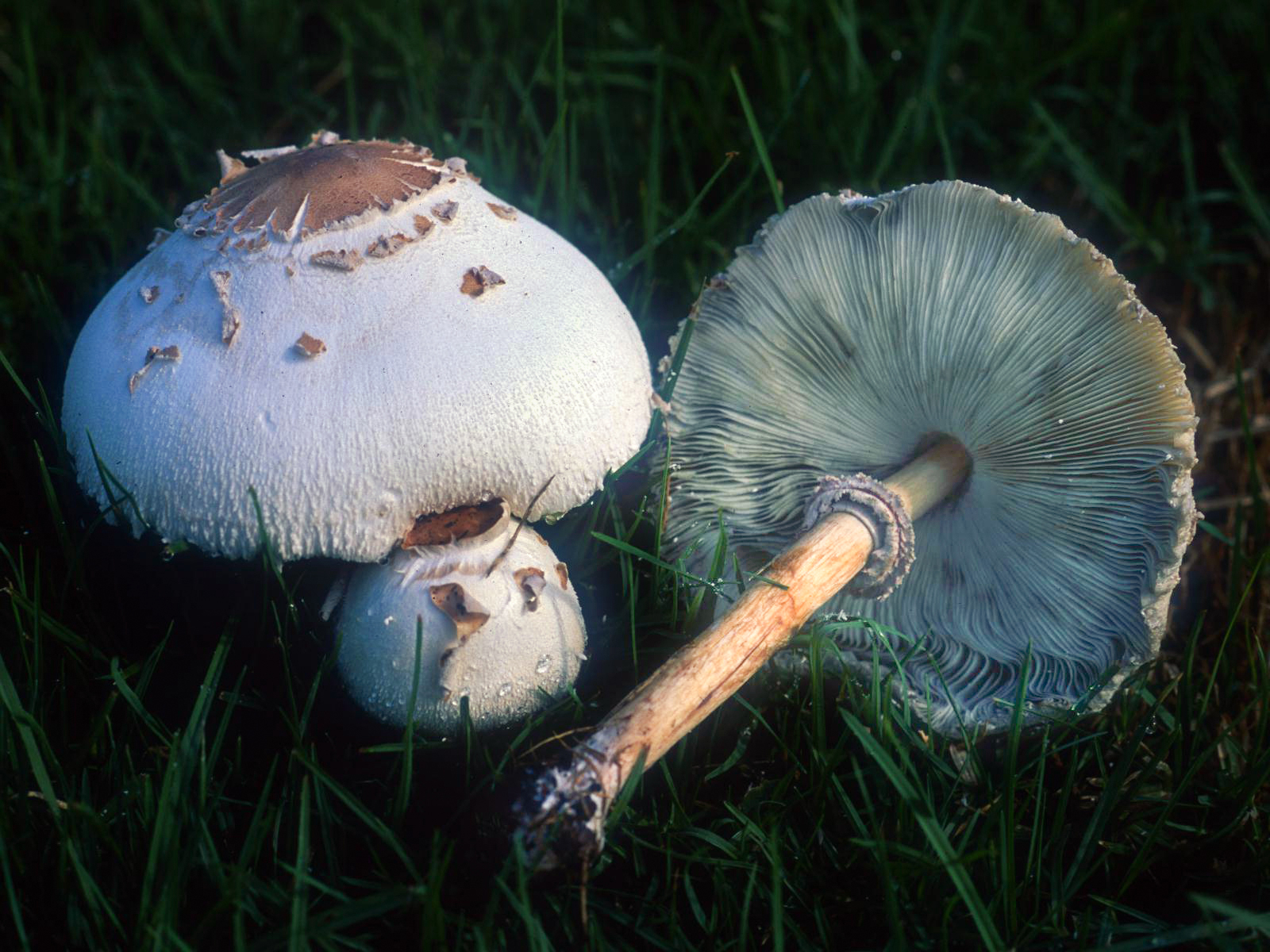

## Các loài
- C. brunneum
- C. molybdites
- C. olivieri
- C. rhacodes